# Играј!
Играј! (енгл. Shake It Up) америчка је телевизијска серија која се емитовала од 7. новембра 2010. до 13. новембра 2013. године на Дизни каналу. Креатор серије је Крис Томпсон са главним улогама које тумаче Бела Торн и Зендеја, док серија прати Сиси Џоунс и Роки Блу које раде као пратећи плесачи локалне групе, Играј Чикаго. Серија такође бележи њихове успехе и неуспехе, као и њихове проблеме и растући социјални статус у школи. Дејвис Кливленд, Рошон Фиган, Адам Иригојен, Кентон Дјути и Керолајн Саншајн тумаче остале главне улоге у серији. Оригинални концепт серије био је да Дизни креира женску комедију са плесним аспектом.
Дизни канал је 29. септембра 2011. године повећао серију за другу сезону са 26 епизода. Деведесетоминутни специјал Произведено у Јапану емитован је 17. новембра 2012. као финале друге сезоне. Дизни канал је 4. јуна 2012. године најавио трећу сезону серије, као и да Кентон Дјути неће тумачити главну улогу током треће сезоне, али ће се појавити у једној епизоди. Упркос овој најавио, није се појавио током треће сезоне.
Дизни канал је 25. јула 2013. године потврдио да ће се Играј! завршити након треће сезоне. Финале серије емитовано је 10. новембра 2013.
Играј! је емитована у Србији, Црној Гори, Северној Македонији и у деловима Босне и Херцеговине на српској верзији Дизни канала од 2012. до 2014. године. Титл је радио студио Ес-Ди-Ај мидија. Све сезоне су титловане и емитоване.

## Радња
Серија прати авантуре најбољих пријатељица Сиси Џоунс и Роки Блу које, уз помоћ Рокиног брата Таја и његовог најбољег пријатеља Дјуса Мартинеза, испуњавају своје снове о томе како постати професионалне плесачице када се појаве на локалној емисији „Играј, Чикаго!”. Сиси и Роки баве се својим околностима, прилагођавајући и одржавајући свој друштвени статус у школи док пазе Сисиног млађег брата, Флина и будалаштине њихових конкурената, брата и сестре, Гунтера и Тинке. Серија такође има сцене које укључују и Рокиног брата, који такође има вештине плеса и репа.

## Епизоде
| Сезона | Сезона | Епизоде | Премијерно приказивање (САД) | Премијерно приказивање (САД) | Премијерно приказивање (Србија) | Премијерно приказивање (Србија) |
| Сезона | Сезона | Епизоде | Прва епизода                 | Последња епизода             | Прва епизода                    | Последња епизода                |
| ------ | ------ | ------- | ---------------------------- | ---------------------------- | ------------------------------- | ------------------------------- |
|        | 1      | 21      | 7. новембар 2010.            | 21. август 2011.             | TBA                             | TBA                             |
|        | 2      | 28      | 18. септембар 2011.          | 17. август 2012.             | TBA                             | TBA                             |
|        | 3      | 26      | 14. октобар 2012.            | 10. новембар 2013.           | TBA                             | TBA                             |

## Ликови
- Сиси Џоунс (Бела Торн) је једна од главних улога. Она не воли да учи јер јој је плесање највећа страст. Воли моду и понекад ували себе у невољу.
- Роки Блу (Зендеја) је једна од главних улога. Она воли да чита књиге али јој је плесање највећа страст. Она веома воли школу.
- Флин Џоунс (Дејвис Кливленд) је Сисин млађи брат. Он је веома чудно дете од осам година.
- Тај Блу (Рошон Фиген) је Рокин старији брат. Он је згодан, зна да репује и одлично плеше. У трећој сезони је почео радити као водитељ у Играј, Чикаго.
- Марин „Дјус” Мартинез (Адам Иригојен) је Тајов најбољи пријатељ. Он ради у пицерији Красти.
- Гунтер и Тинка Хесенхефер (Кентон Дјути и Керлојан Саншајн) су близанци. Они су највећи непријатељи Роки и Сиси. У трећој сезони Гунтер одлази из Америке како би помогао чукунбаби на фарми. Тинка се почиње спријатељавати са Роки и Сиси.